# Forstliche Versuchsanstalt Metla
Die Forstliche Versuchsanstalt Finnlands namens Metsäntutkimuslaitos oder kurz Metla war eine 1917 gegründete staatliche Forschungseinrichtung, die dem Ministerium für  Land- und Forstwirtschaft unterstand. Seine satzungsgemäßen Aufgaben waren die Förderung der ökonomisch, ökologisch und sozial nachhaltigen Forst- und Holzwirtschaft sowie der Schutz der Wälder durch entsprechende Forschung, Dienstleistung und Beratung. Zum 1. Januar 2015 ging die Versuchsanstalt in der neu gegründeten Einrichtung Luonnonvarakeskus (Luke), dem Natural Resources Institute Finland auf. Diese Organisation vereint die Aktivitäten von vier bisher eigenständigen Einrichtungen.
Metla ist – entsprechend den weiten finnischen Waldflächen, die 86 % des Staatsgebiets ausmachen – eine der bedeutendsten forstlichen Versuchsanstalten Europas mit einem jährlichen Budget von etwa 40 Millionen Euro. Der Sitz von Metla war in Vantaa knapp nördlich der Hauptstadt Helsinki. Hier war auch etwa die Hälfte des Personals beschäftigt. Der Rest arbeitete in regionalen Forschungseinheiten.

## Forschung
Forschungsprojekte waren:
1. Die Erforschung von Verwendungsmöglichkeiten von Holz- bzw. Holzwerkstoffen und deren Vermarktung , Leiter des 2007 abgeschlossenen Projektes war Erkki Verkasalo.
2. Das Projekt Sicherung von biologischer Diversität – politische Instrumente und sozioökonomischer Einfluss  wird derzeit von Paula Horne geleitet.
3. Das Projekt Kosteneffizienz und Qualität von waldbaulichen Verfahren (2007–2011) wird von Juho Rantala geleitet. Es ist auf den Zeitraum von 2007 bis 2011 angelegt.
4. Das Team um Tuula Nuutinen beschäftigt sich seit 2007 mit der Entwicklung von forstlichen Informationssystemen und Forsteinrichtungsverfahren. Das Projekt soll noch bis 2010 laufen.
5. Ein Forschungsaufgabe mit besonderen aktuellen Bezug ist das Projekt Holzbiomasse – Energie aus erneuerbaren Ressourcen. Die Forschergruppe befasst sich seit 2007 mit dem Thema und wird von Antti Asikainen geleitet. Vorgesehen ist der Abschluss der Forschungsarbeit für 2011.
6. Eine Forschungsarbeit zu den Grundlagen leitet seit 2007 Elina Vapaavuori (Stand 2009). Das bis 2011 zu bearbeitende Thema ist die Funktionsweise von forstlichen Ökosystemen und die Nutzung von forstlichen Ressourcen im Zuge eines Klimawandels.
7. Eine speziell für Finnland wichtige Forschungsaufgabe ist die Forstwirtschaft auf Moorflächen. Vorgesehen war 2007 eine Studiendauer von drei Jahren bis 2010. Leiter der Gruppe ist Jukka Laine.

## Versuchsflächen
Für die verschiedenen Forschungen standen in Finnland ca. 30.000 Hektar Wälder zur Verfügung. Die Testflächen wurden 1920 ausgewiesen und machten fast 1 Promille der finnischen Wälder aus. Die ältesten  Versuchswälder gingen jedoch bis in das 19. Jahrhundert zurück. Diese Waldflächen wurden bis 2007 direkt von Metla verwaltet, seit 2008 waren sie jedoch an die Metsähallitus ausgelagert. Die insgesamt mehr als 2000 Probeflächen lieferten aus den vielfältigen Feldforschungen zahlreiche Langzeitinformationen über die Entwicklung des Waldes.
Bei Führungen in den Forschungswäldern wurden die Besucher auf Naturpfaden mit den Forschungsmethoden vertraut gemacht, zusammen mit deren Ergebnissen, den Baumarten und sonstigen Merkmalen dieser Wälder.